# 総社愛宕山古墳
総社愛宕山古墳（そうじゃあたごやまこふん）は、群馬県前橋市総社町総社にある古墳。形状は方墳。総社古墳群を構成する古墳の1つ。国の史跡に指定されている（指定名称は「愛宕山古墳」、史跡「総社古墳群」のうち）。

## 概要
| 支群 | 古墳名        | 形状       | 規模      | 埋葬施設       | 築造時期 | 史跡指定 |
| ---- | ------------- | ---------- | --------- | -------------- | -------- | -------- |
| 北   | 遠見山古墳    | 前方後円墳 | 墳丘長88m | 竪穴式石室?    | 5c後半   | 市史跡   |
| 南   | 王山古墳      | 前方後円墳 | 墳丘長76m | 横穴式石室     | 6c初頭   | 国史跡   |
| 南   | 王河原山古墳? | 前方後円墳 |           |                |          | （消滅） |
| 北   | 二子山古墳    | 前方後円墳 | 墳丘長90m | 横穴式石室2基  | 6c後半   | 国史跡   |
| 北   | 愛宕山古墳    | 方墳       | 一辺56m   | 横穴式石室     | 7c前半   | 国史跡   |
| 北   | 宝塔山古墳    | 方墳       | 一辺66m   | 複室横穴式石室 | 7c中葉   | 国史跡   |
| 北   | 蛇穴山古墳    | 方墳       | 一辺44m   | 横穴式石室     | 7c後半   | 国史跡   |

群馬県中部、榛名山東南麓・利根川西岸の前橋台地上に築造された大型方墳である。1988年（昭和63年）に測量調査が、1995年（平成7年）以降に発掘調査が実施されている。
墳形は方形で（かつては円形と推定）、一辺56メートル・高さ8.5メートルを測る。墳丘は3段築成以上（かつては2段築成と推定）。墳丘外表には葺石が認められるが、埴輪は認められていない。また墳丘周囲には周濠が巡らされる。埋葬施設は横穴式石室で、南方向に開口する。石室内には凝灰岩製刳抜式家形石棺を据えており、群馬県内では家形石棺は愛宕山古墳・宝塔山古墳のほか今泉口八幡山古墳（太田市）の古墳3基が知られるのみであるとして注目される。石室内は未調査のため副葬品は詳らかでない。
築造時期は、古墳時代終末期の7世紀前半頃と推定される。総社古墳群では二子山古墳に後続し、宝塔山古墳に先行する時期に位置づけられる。総社古墳群のうち愛宕山・宝塔山・蛇穴山の大型方墳3基は、前方後円墳終焉後の上毛野地方において他古墳とは一線を画する規模・内容になる。総社地域が古代上毛野地方（上野国）の政治的・文化的中心となり、上野国府・上野国分寺・上野国分尼寺の成立を導く過程を考察するうえで重要視される古墳になる。
古墳域は2024年（令和6年）に国の史跡に指定されている（指定名称は「愛宕山古墳」、史跡「総社古墳群」のうち）。

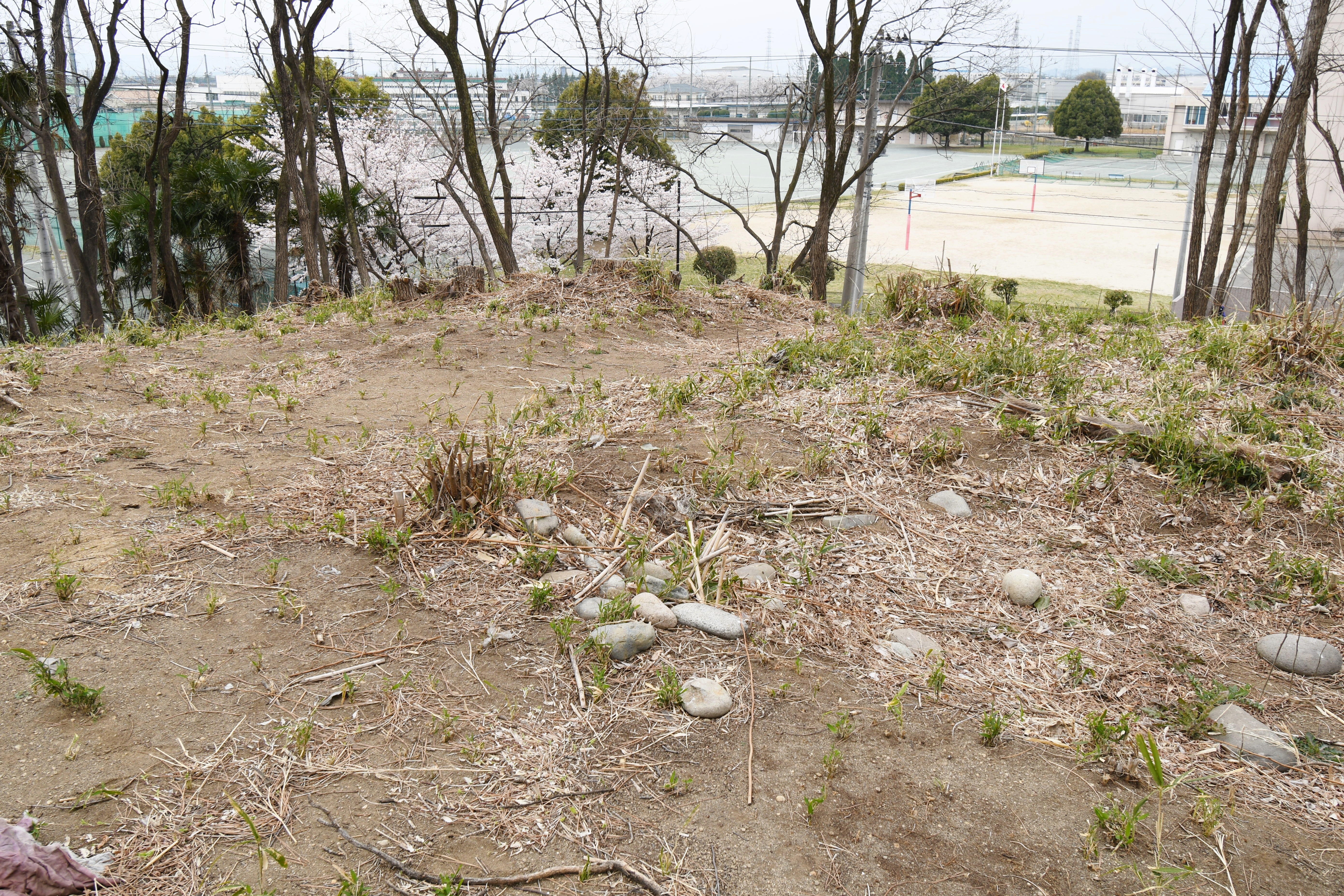
墳頂 背景は前橋市立第六中学校。
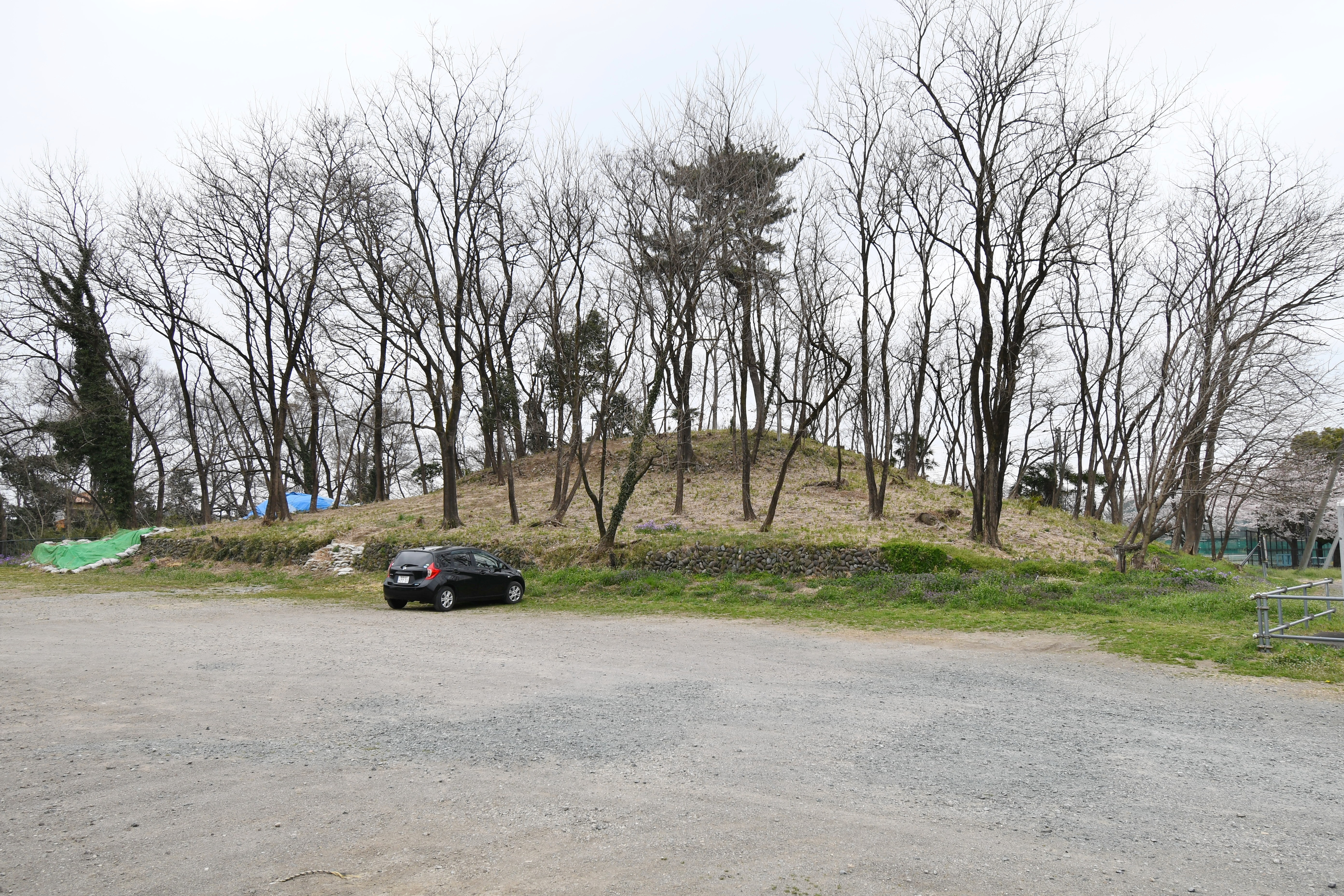
墳丘北西隅

## 遺跡歴
- 1988年（昭和63年）、測量調査（右島和夫ら、1988年に報告）[5]。
- 1995年度（平成7年度）、市立中学校移転新築事業に伴う愛宕山遺跡の調査。愛宕山古墳の周濠を確認、方墳と確定（前橋市埋蔵文化財発掘調査団、1996年に報告）[6]。
- 2020年度（令和2年度）、範囲確認調査（前橋市教育委員会、2023年に報告）[4]。
- 2023年度（令和5年度）、範囲確認調査（前橋市教育委員会、2025年に報告）。
- 2024年（令和6年）2月21日、国の史跡に指定（指定名称は「愛宕山古墳」、史跡「総社古墳群」のうち）。

## 埋葬施設

石室俯瞰図

石室展開図

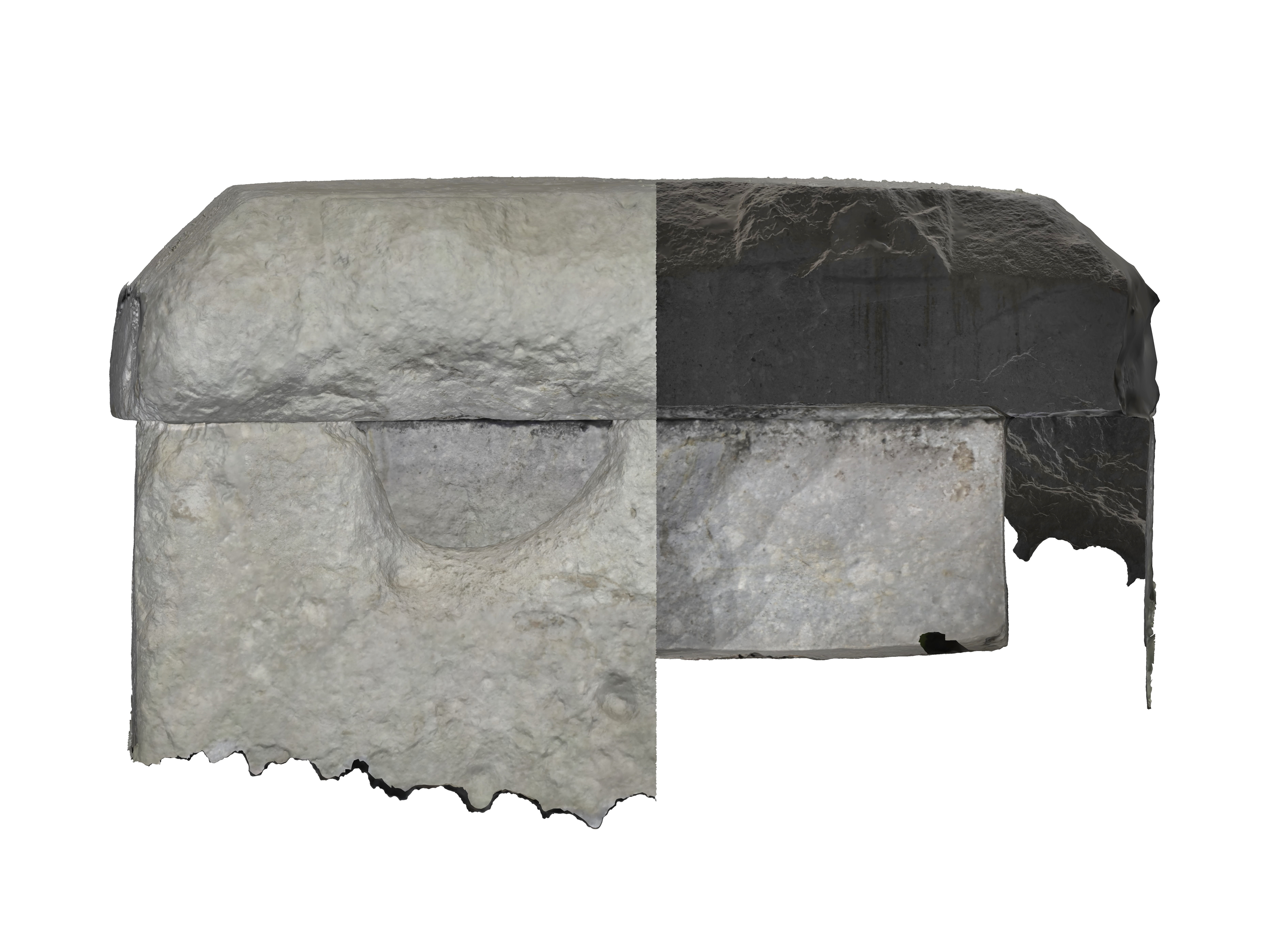
石棺立断面図

埋葬施設としては両袖式横穴式石室が構築されており、南方向に開口する。石室の規模は次の通り。
- 石室全長：9.3メートル
- 玄室：長さ約7メートル、幅3メートル（奥壁）、高さ2.8メートル

石室の石材には自然石の巨石が使用され、部分的に加工が認められる。玄室の奥壁は墳丘の中心にあたる。羨道の大部分は土砂で埋没する。
玄室内の奥部には、凝灰岩製刳抜式家形石棺を据える。石棺主軸は石室主軸と直交する。大型の石棺であり、棺身外法は長辺2.22メートル・短辺1.18メートル・高さ1.02メートル、棺蓋外法は長辺2.26メートル・短辺1.23メートル・高さ0.50メートルを測る。棺蓋の長辺には縄掛突起2対を造り出す。
群馬県内では家形石棺を使用しているのは、総社古墳群の愛宕山古墳・宝塔山古墳、今泉口八幡山古墳（太田市）の古墳3基のみになる。

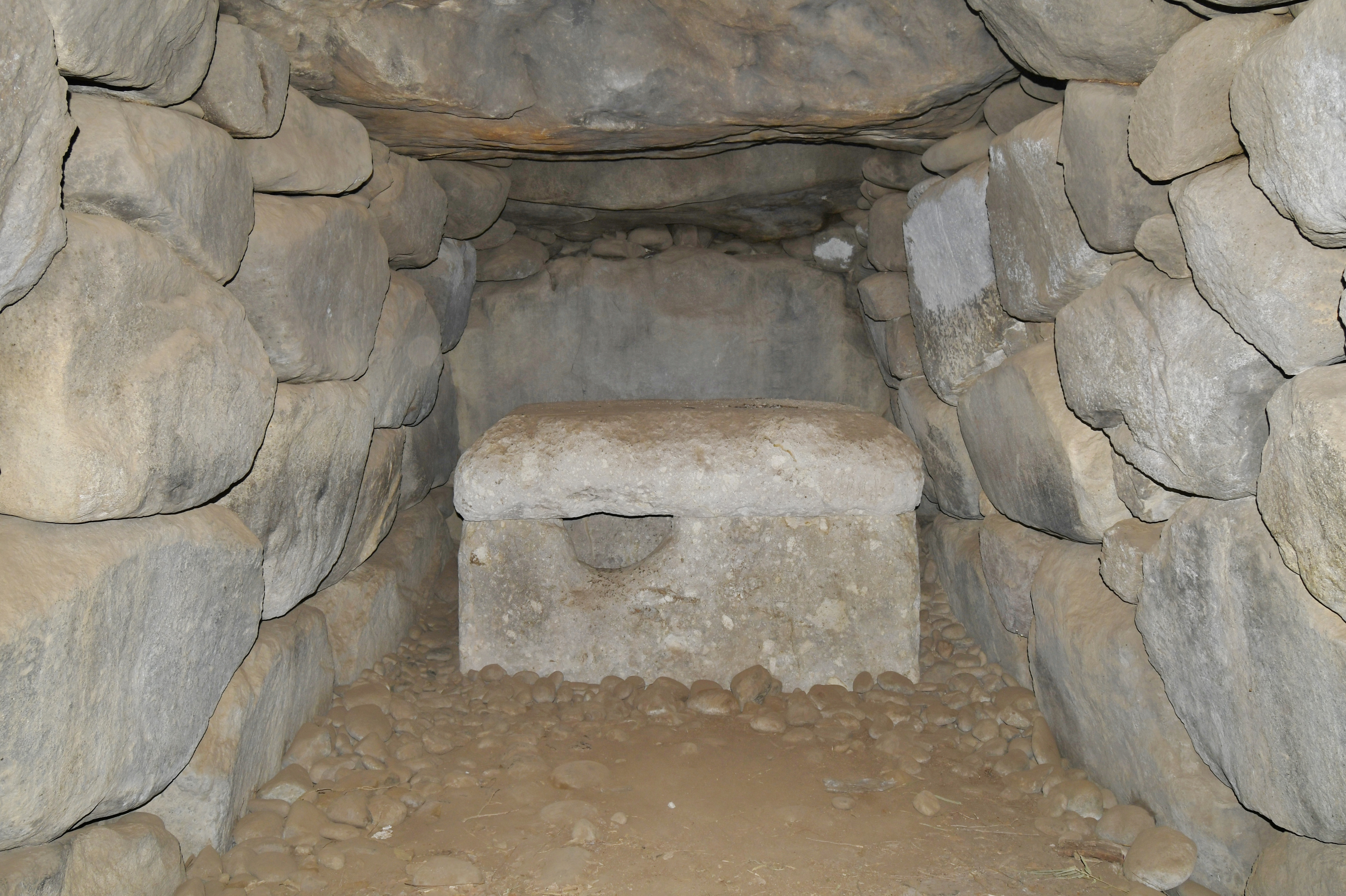
玄室（奥壁方向）
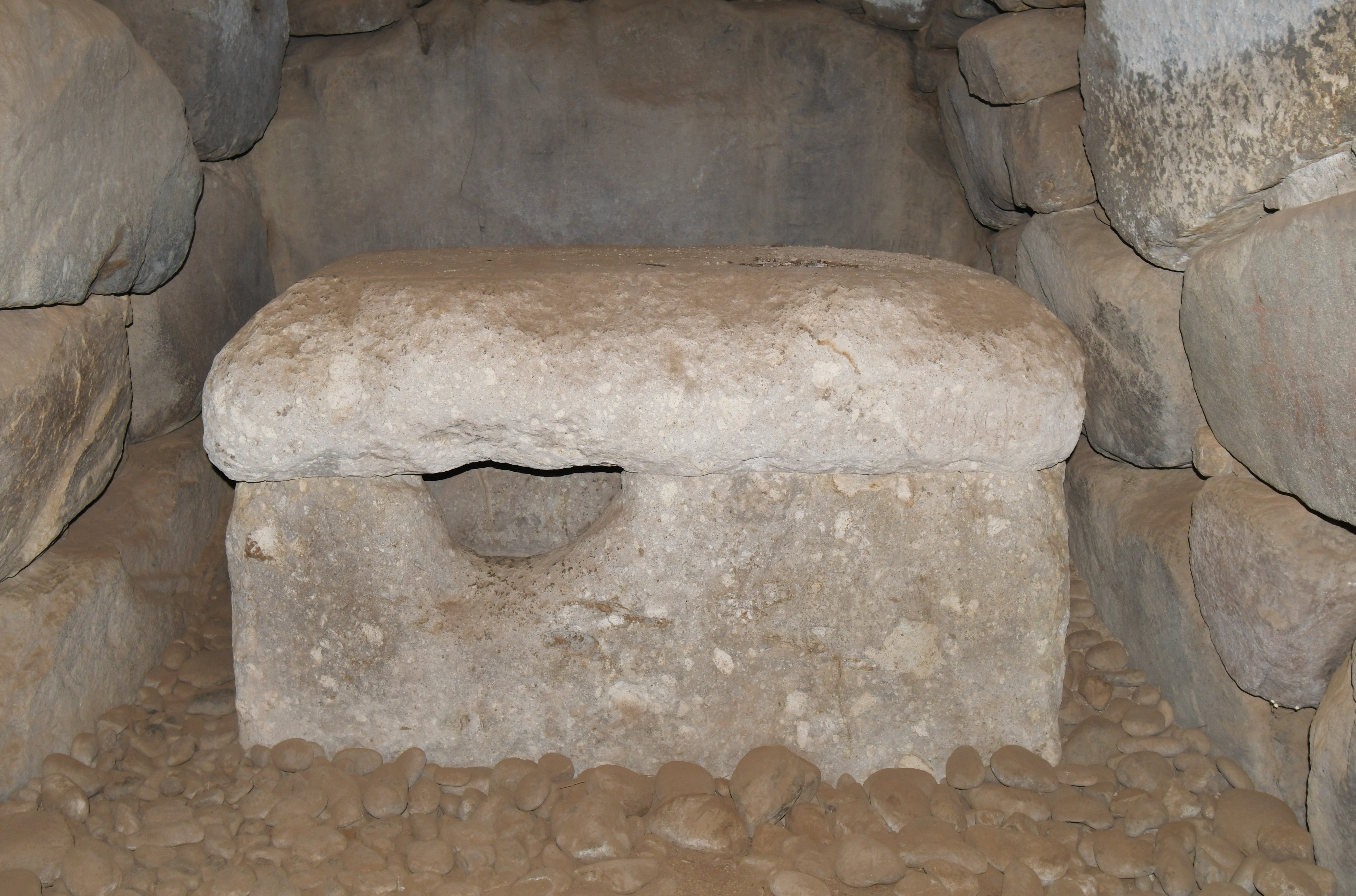
玄室の家形石棺
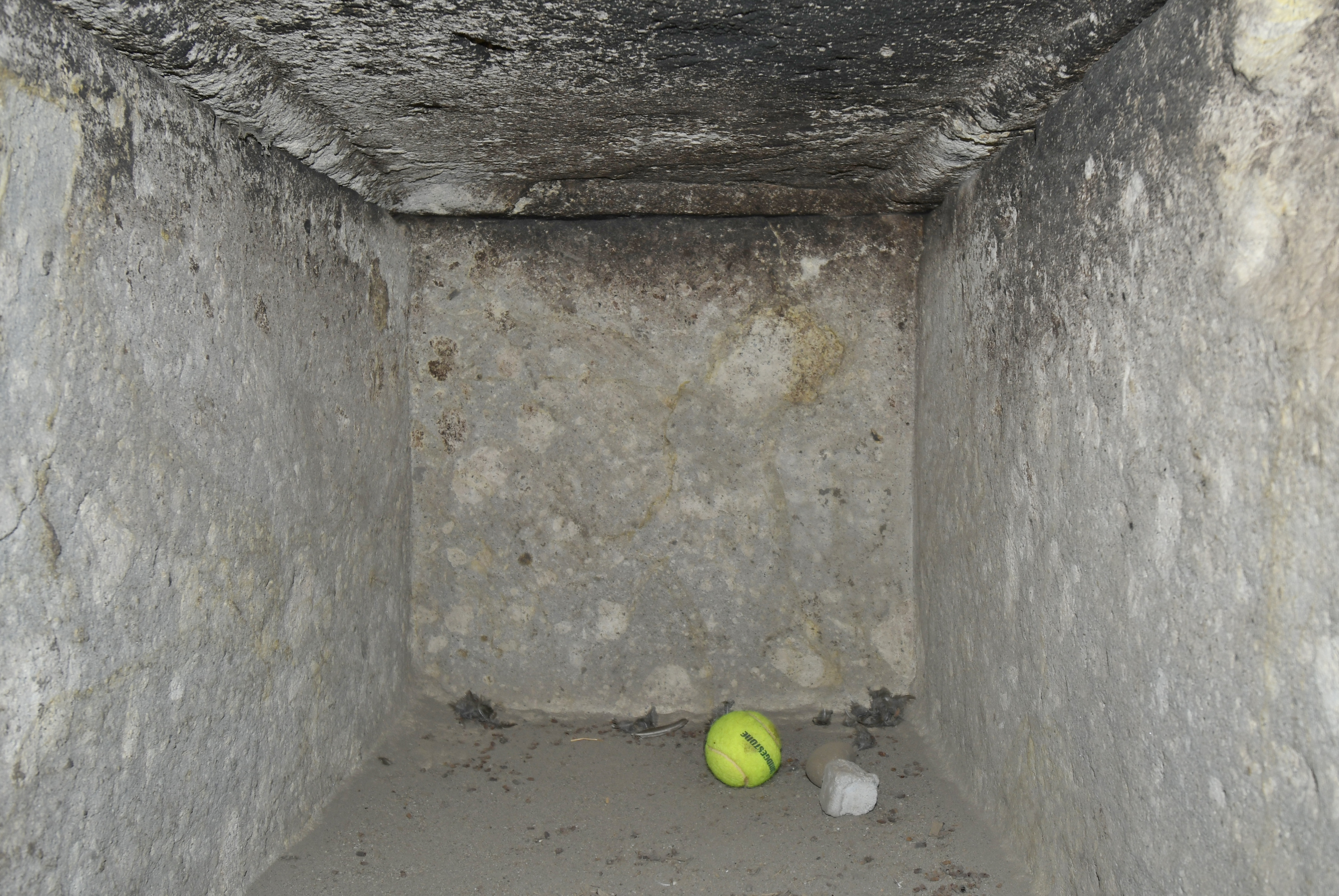
家形石棺内部
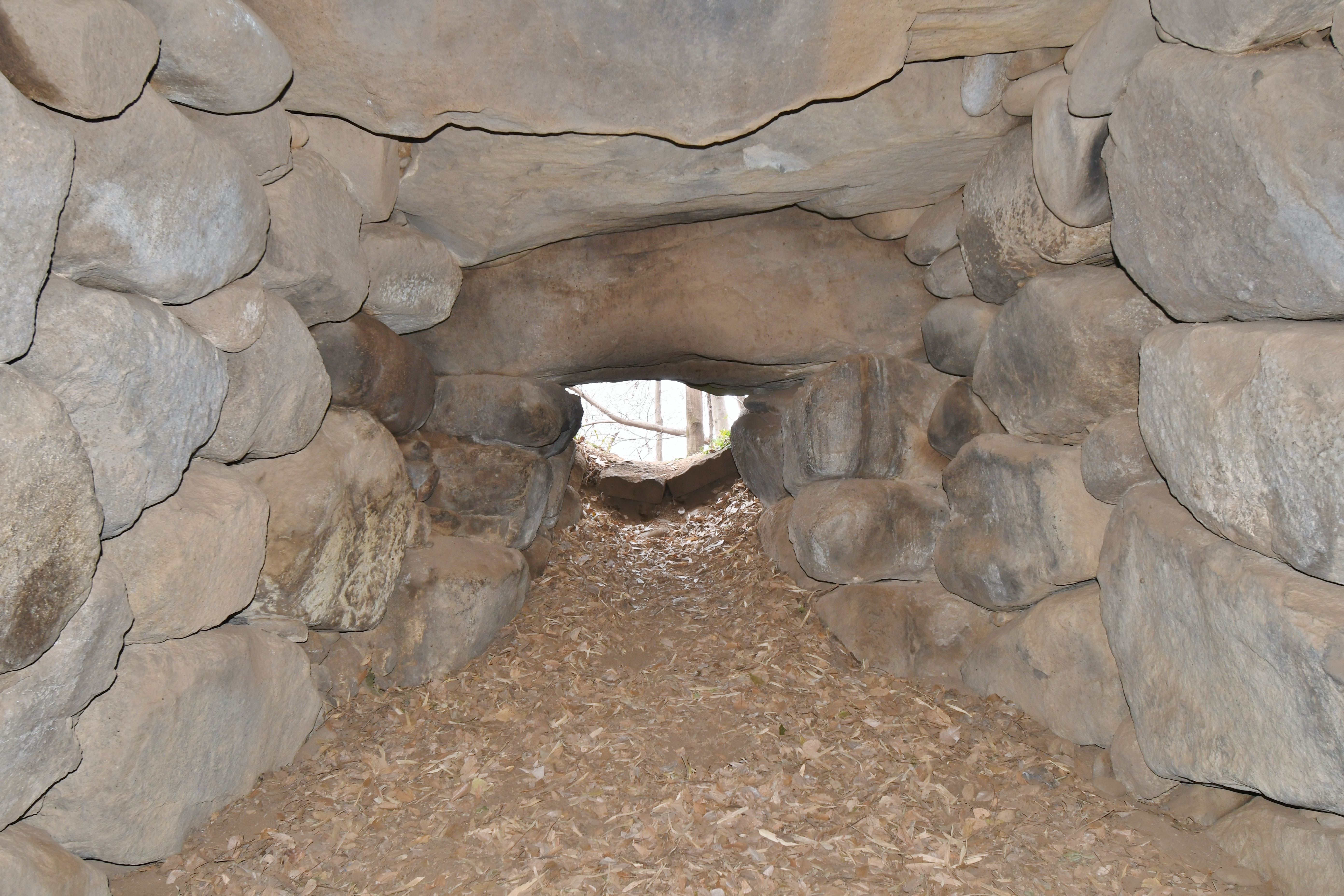
玄室（開口部方向）
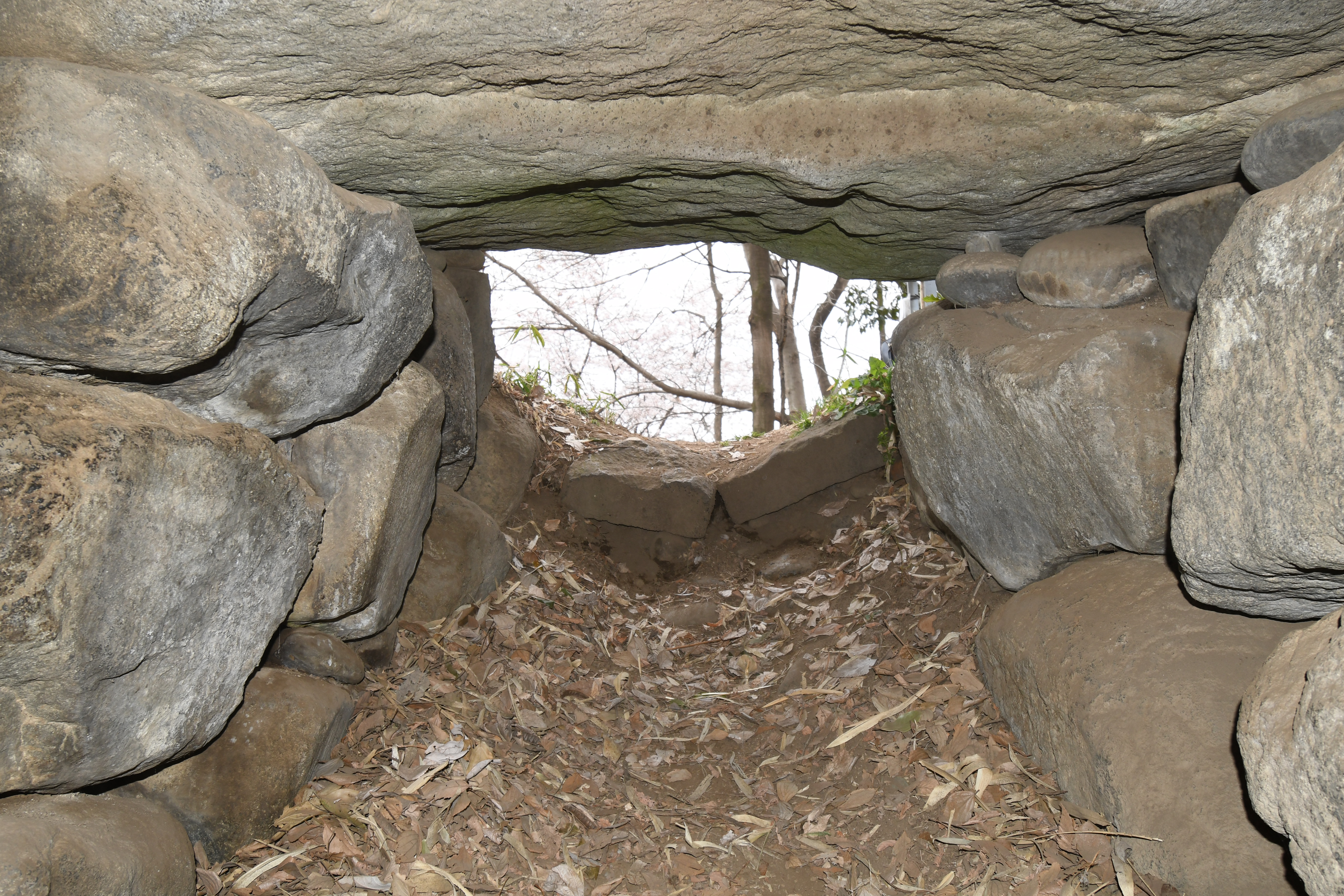
羨道（開口部方向）
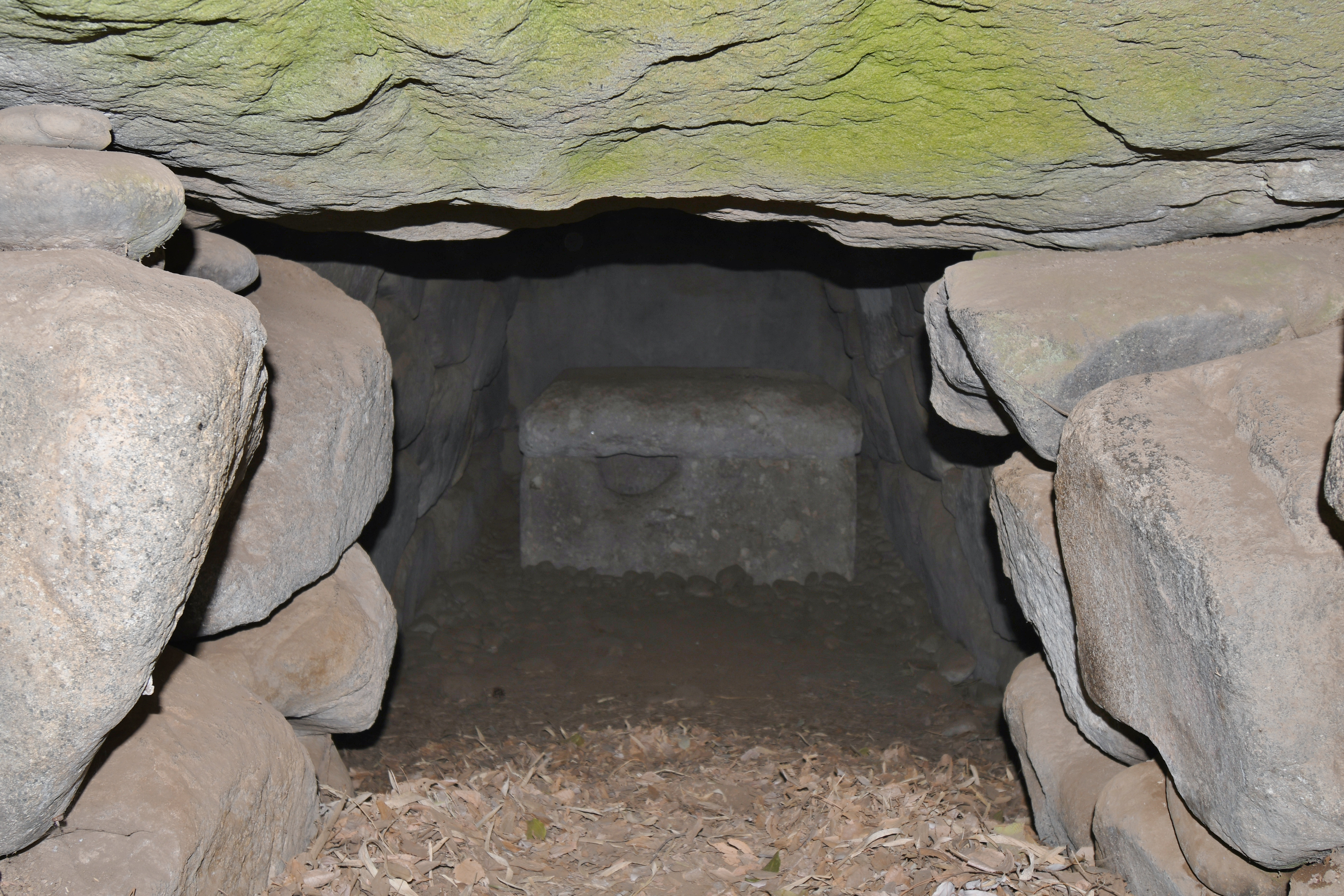
羨道（玄室方向）
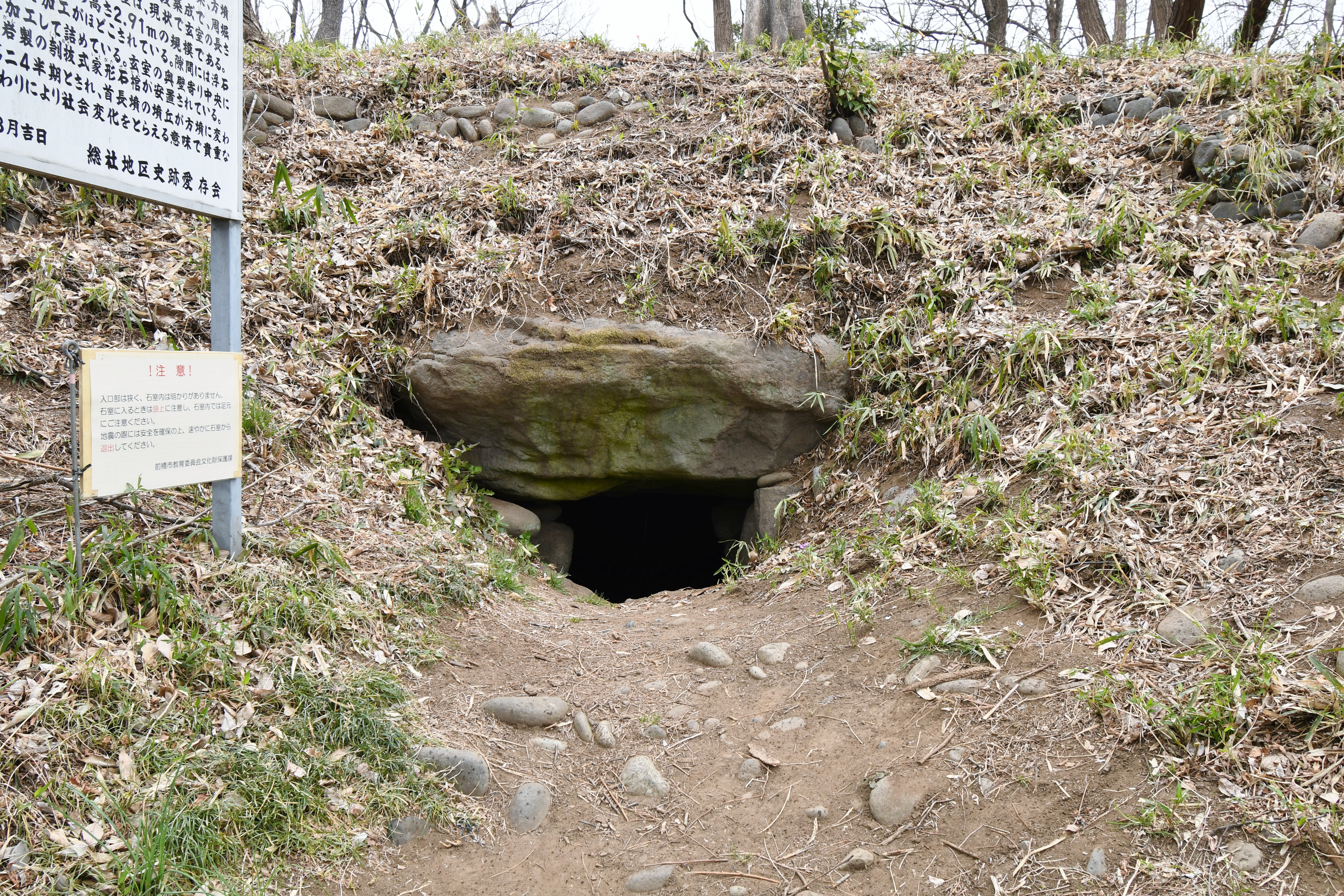
開口部
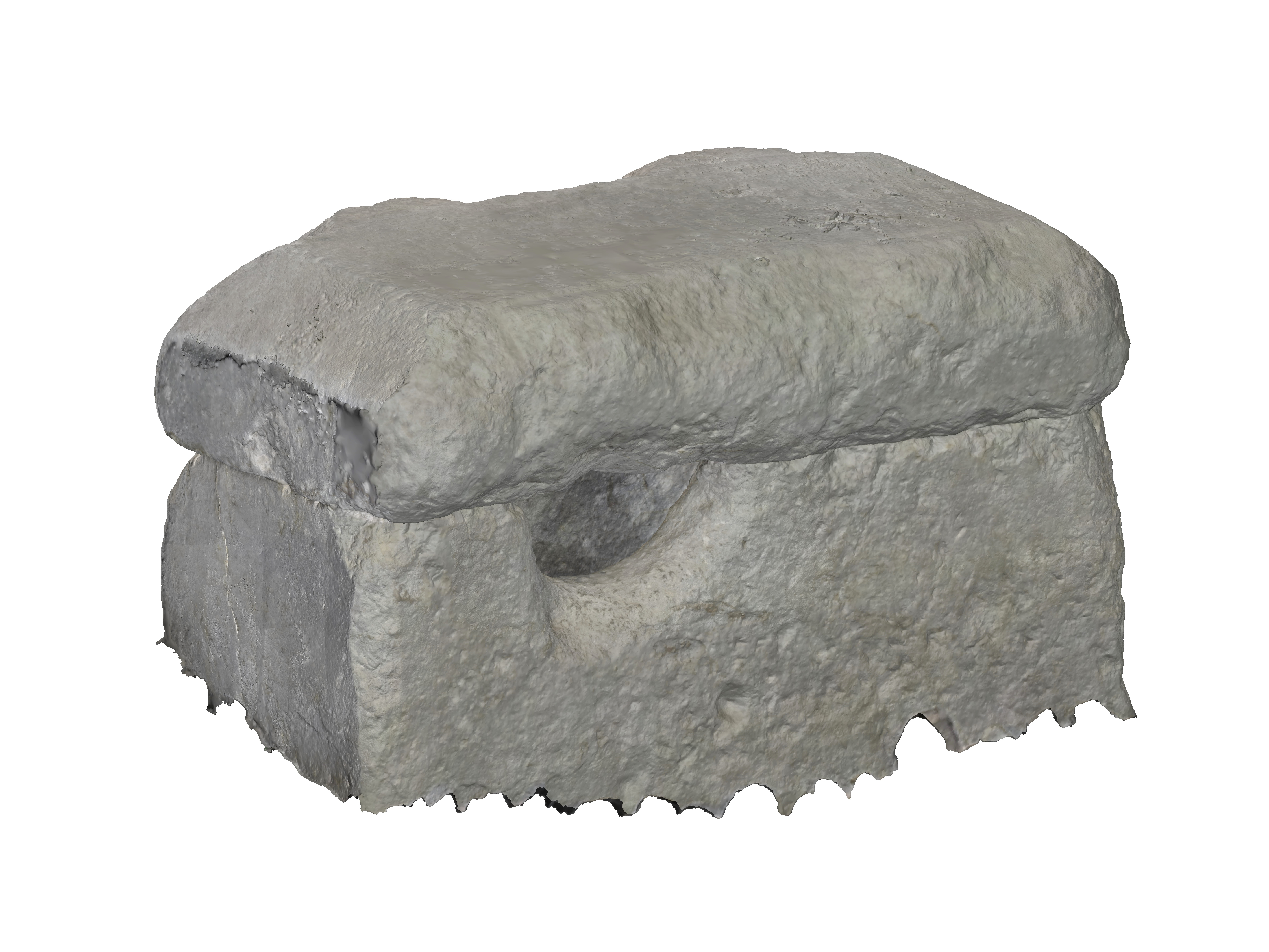
石棺俯瞰図
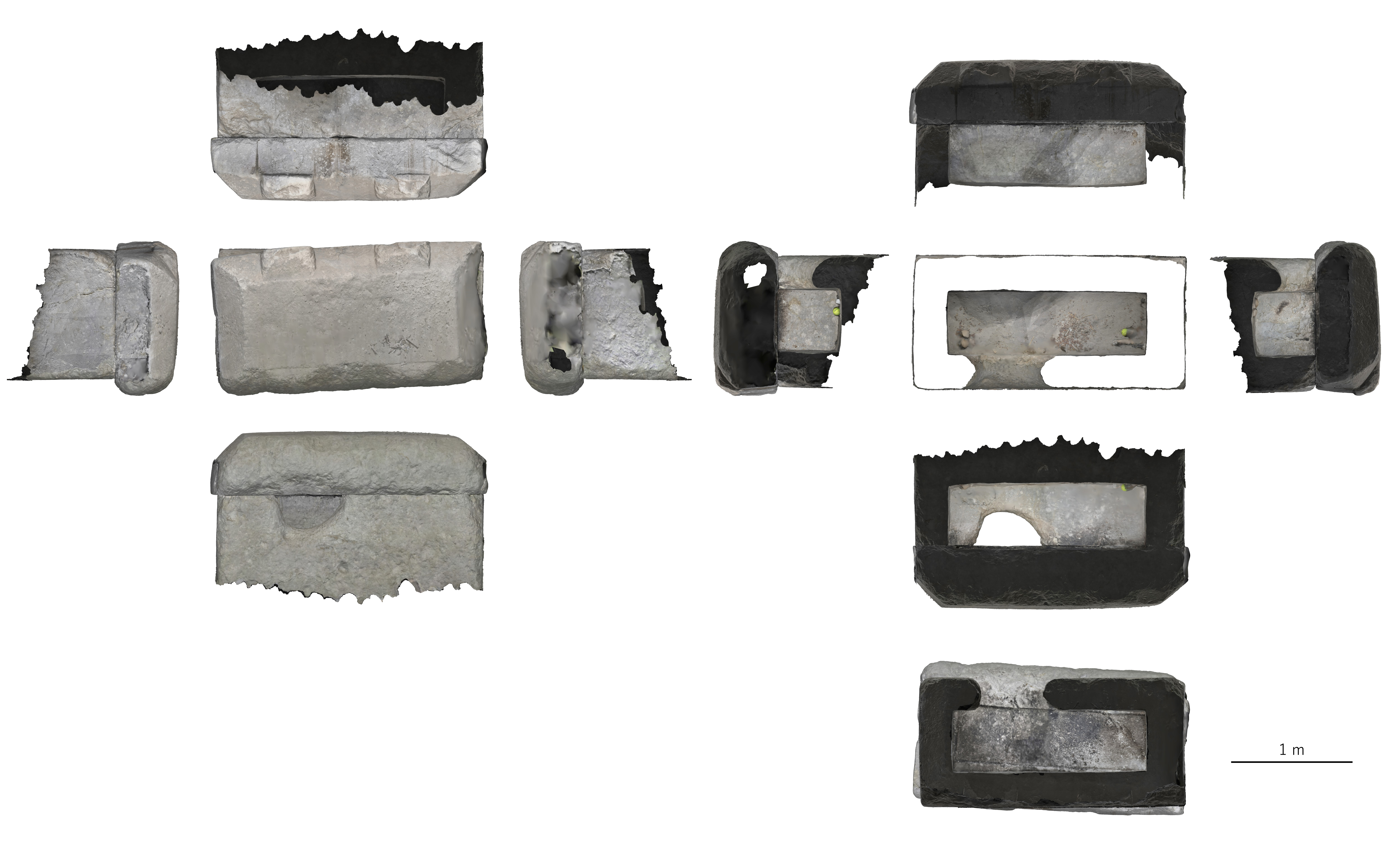
石棺展開図

## 文化財

### 国の史跡
- 愛宕山古墳（史跡「総社古墳群」のうち） - 2024年（令和6年）2月21日指定。

## 関連施設
- 前橋市総社歴史資料館（前橋市総社町総社）

## 関連文献
（記事執筆に使用していない関連文献）
- 右島和夫「総社愛宕山古墳の墳丘・石室実測調査」『群馬県史研究』第28号、群馬県、1988年。
- 『総社古墳群 範囲内容確認調査報告書II -遠見山古墳・総社二子山古墳・愛宕山古墳・宝塔山古墳・蛇穴山古墳の調査-』前橋市教育委員会、2023年。 - リンクは奈良文化財研究所「全国文化財総覧」。
- 『総社古墳群総括報告書』前橋市教育委員会、2023年。 - リンクは奈良文化財研究所「全国文化財総覧」。
- 『総社古墳群 範囲内容確認調査報告書III -愛宕山古墳の調査・総社二子山古墳の範囲確認調査・宝塔山古墳、蛇穴山古墳の石室調査-』前橋市教育委員会、2025年。 - リンクは奈良文化財研究所「全国文化財総覧」。